# Respect Index
Respect Index (RI) – publikowany od 19 listopada 2009 do 1 stycznia 2020 indeks giełdowy spółek odpowiedzialnych społecznie notowanych na Giełdzie Papierów Wartościowych w Warszawie. Obecnie już niepublikowany.
Indeks grupuje w swoim portfelu spółki z warszawskiego parkietu działające zgodnie z najwyższymi standardami społecznej odpowiedzialności biznesu (ang. Corporate Social Responsibility – CSR). Celem projektu jest promocja najwyższych standardów zarządzania w spółkach publicznych w aspektach: ekonomicznym, ekologicznym i społecznym.
Zakwalifikowano do niego kilkanaście spółek, spośród wielu, które wypełniły ankiety dotyczące społecznej odpowiedzialności będące podstawą nadania im ratingu.
Respect Index jest indeksem dochodowym, uwzględniającym dochody z tytułu dywidend i praw poboru.
Datą bazową dla indeksu jest 31 grudnia 2008 roku, a wartością bazową 1000 punktów.
W inauguracyjnym składzie polskiego indeksu znalazły się: Apator SA, Bank BPH SA, Bank Handlowy, Barlinek SA i Barlinek Inwestycje, Elektrobudowa, Ciech SA, Grupa LOTOS SA, Grupa Żywiec SA, ING Bank Śląski, KGHM Polska Miedź SA, Mondi Świecie SA, PKN Orlen SA, PGNiG SA, TPSA, Zakłady Azotowe w Tarnowie-Mościcach SA i Zakłady Magnezytowe „Ropczyce”.
Rewizja składu indeksu odbywa się raz na pół roku. Ósma edycja indeksu została ogłoszona 18 grudnia 2014 r.

## Skład indeksu
15 lipca 2015 r. skład indeksu był następujący (lista uszeregowana według kodów giełdowych):
1. APATOR Apator SA
2. BANKBPH Bank BPH SA
3. BOGDANKA Lubelski Węgiel „Bogdanka” SA
4. BUDIMEX Budimex SA
5. BZWBK Bank Zachodni WBK
6. ELBUDOWA Elektrobudowa SA
7. ENERGA Energa
8. GPW Giełda Papierów Wartościowych w Warszawie SA
9. GRUPAAZOTY Zakłady Azotowe w Tarnowie-Mościcach SA
10. HANDLOWY Bank Handlowy w Warszawie SA
11. INGBSK ING Bank Śląski SA
12. JSW Jastrzębska Spółka Węglowa SA
13. KGHM KGHM Polska Miedź SA
14. KOGENERA Zespół Elektrociepłowni Wrocławskich Kogeneracja SA
15. LOTOS Grupa Lotos SA
16. MILLENNIUM Bank Millennium SA
17. ORANGEPL Orange Polska
18. PELION Pelion SA
19. PGE PGE Polska Grupa Energetyczna SA
20. PGNIG Polskie Górnictwo Naftowe i Gazownictwo SA
21. PKNORLEN Polski Koncern Naftowy Orlen SA
22. PZU Powszechny Zakład Ubezpieczeń SA
23. RAWLPLUG Rawlplug SA
24. TAURONPE Tauron Polska Energia SA

Od 27 grudnia 2018 r. skład indeksu zawiera 31 spółek giełdowych:
Agora, Apator, Budimex, Bank Handlowy, CCC, Inter Cars, PGNiG, Amrest, Elektrobudowa, JSW, PKN Orlen, Energa, KGHM, PZU, Forte, Bogdanka, Santander, Bank Millennium, GPW, mBank, Tauron, BOŚ, Grupa Azoty, Orange, Trakcja, Pekao, Lotos, PCC Rokita, Kogeneracja, ING, PGE.